# Эллисон, Мэтт
Мэтт Эллисон (англ. Matt Ellison; род. 8 декабря 1983 года, Данкан) — канадский хоккеист, нападающий. Входит в 10-ку самых результативных хоккеистов в истории КХЛ.

## Карьера
Мэтт Эллисон начал свою профессиональную карьеру в 2002 году в составе клуба WHL «Ред Дир Ребелз». Дебют на высоком уровне для Мэтта получился успешным — в 94 матчах он набрал 116 (47+69) очков, став лучшим новичком лиги. В том же году на драфте НХЛ он был выбран в 4 раунде под общим 128 номером клубом «Чикаго Блэкхокс». В сезоне 2003/04 Мэтт дебютировал в НХЛ, однако большую часть игр он провёл в фарм-клубе «Чикаго» «Норфолк Эдмиралс».
5 декабря 2005 года Эллисон в результате обмена оказался в «Филадельфии Флайерз». Однако за 2 года он провёл лишь 7 матчей в НХЛ, и 4 июня 2007 года Мэтт стал игроком клуба «Нэшвилл Предаторз». Сезон 2007/08 Эллисон провёл в АХЛ в клубе «Милуоки Эдмиралс». Так и не пробившись вновь в НХЛ, 4 июля 2008 года Мэтт подписал однолетний контракт с рижским «Динамо». Свой первый хет-трик в КХЛ Эллисон сделал в октябре 2008 года, выступая за «Торпедо» НН, это был третий хет-трик в истории КХЛ и первый для хоккеистов из Северной Америки.
Проведя неплохой сезон в Латвии, он привлёк к себе внимание со стороны многих клубов КХЛ и 3 августа 2009 года Эллисон перешёл в подмосковный ХК МВД. В том сезоне клуб из Балашихи стал настоящей сенсацией турнира, лишь в финале уступив казанскому «Ак Барсу» со счётом 3:4, а сам Мэтт в 74 проведённых матчах набрал 43 (20+23) очка.

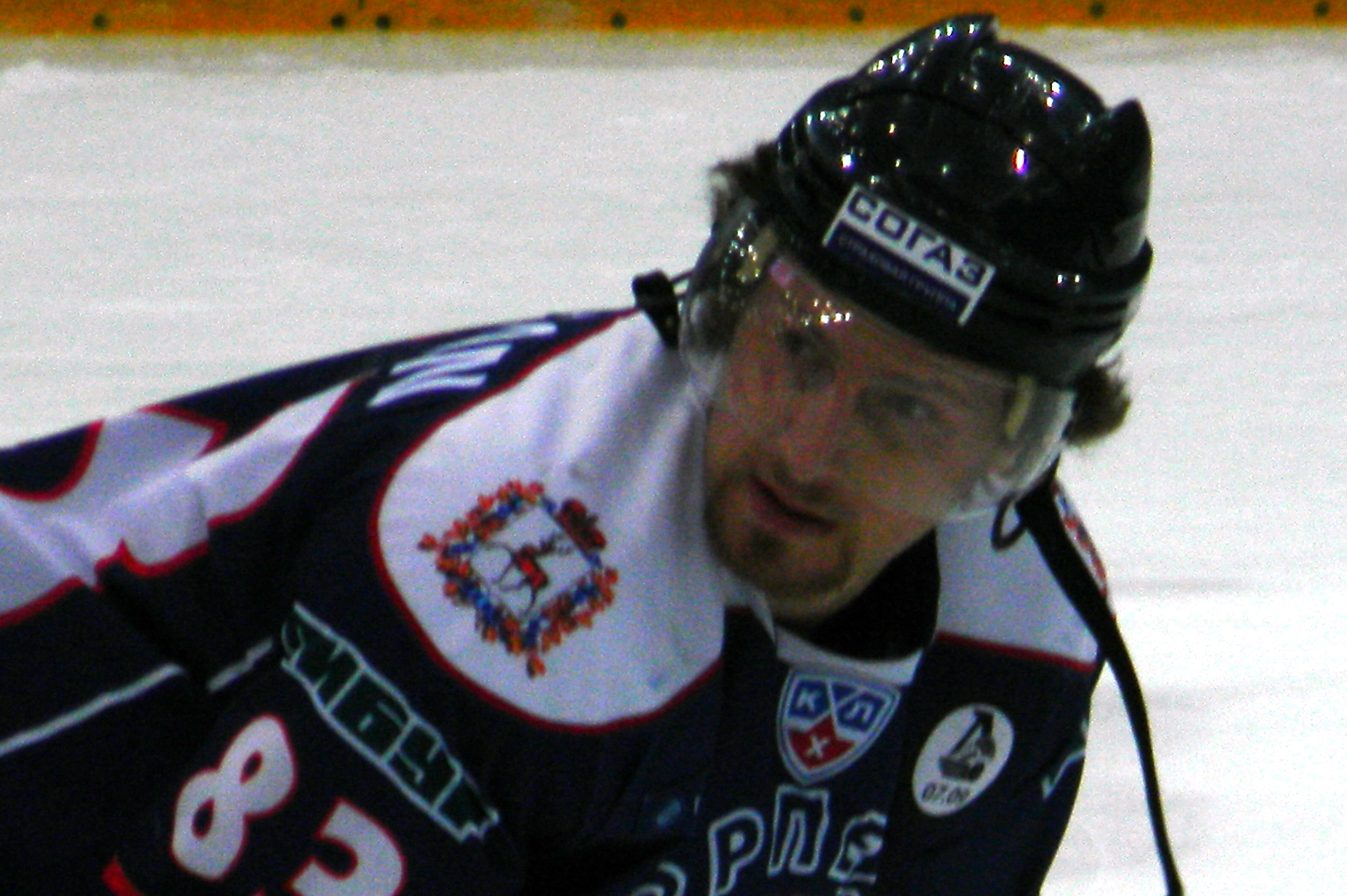
Эллисон в составе «Торпедо» НН

Тем не менее, по окончании сезона ХК МВД был расформирован, и 30 мая 2010 года Эллисон подписал контракт с нижегородским «Торпедо», в составе которого в сезоне 2010/11 стал лучшим бомбардиром, набрав 50 (21+29) очков в 53 проведённых матчах. Кроме того, вместе со своими партнёрами по тройке нападения Райаном Веске и Шарлем Лингле Мэтт стал обладателем приза «Лучшая тройка» как самому результативному сочетанию форвардов регулярного чемпионата. 2 апреля 2011 года, несмотря на многочисленные предложения со стороны клубов КХЛ, Эллисон принял решение продлить контракт с клубом на 2 года. В конце сезона 2012/13 клуб принял решение не продлевать контракт с Эллисоном.
В начале октября 2015 года, выступая за «Динамо-Минск», сделал два хет-трика за три дня: сначала в ворота «Авангарда» (4:2), а затем «Барыса» (6:2). Эллисон стал третьим канадцем в истории КХЛ, кто сумел сделать в лиге три хет-трика (после Найджела Доуса и Дастина Бойда).
Проведя три сезона в минском «Динамо», Эллисон перед сезоном 2017/18 перешёл в магнитогорский «Металлург», где выступал до 2019 года.В 2020 году завершил карьеру игрока.
Всего в регулярных сезонах КХЛ провёл 539 матчей и набрал 434 очка (179+255). В матчах плей-офф КХЛ сыграл 55 матчей и набрал 24 очка (14+10).

## Достижения
- Лучший новичок WHL 2003.
- Обладатель приза «Лучшая тройка» 2011.

## Статистика
| Легенда | Легенда                    | Легенда | Легенда                   | Легенда | Легенда    |
| ------- | -------------------------- | ------- | ------------------------- | ------- | ---------- |
| И       | Количество проведённых игр | Штр     | Штрафное время            | +/−     | Плюс-минус |
| Г       | Голы                       | П       | Голевые передачи          | О       | Очки       |
| -       | Статистика неизвестна      | —       | Статистика не учитывалась |         |            |